# 3871 Reiz
A 3871 Reiz (ideiglenes jelöléssel 1982 DR2) a Naprendszer kisbolygóövében található aszteroida. West, R. M. fedezte fel 1982. február 18-án.